# Crossroad Promo Tour
Il Crossroad Promo Tour è stato un tour musicale della rock band statunitense dei Bon Jovi intrapreso nel 1994 per promuovere la prima raccolta di successi del gruppo Cross Road.